# Melanolophia centosa
Melanolophia centosa är en fjärilsart som beskrevs av William Schaus 1901. Melanolophia centosa ingår i släktet Melanolophia och familjen mätare. Inga underarter finns listade i Catalogue of Life.